# The Donna Jean Band
The Donna Jean Band war eine kurzlebige US-amerikanische Band, die  von Donna Godchaux und ihrem zweiten Ehemann David MacKay gegründet wurde.
Nachdem Godchaux 1996 nach langer Zeit wieder musikalisch mit einem Soloalbum in Erscheinung trat, gründete sie kurz darauf mit ihrem Ehemann David MacKay ihre erste Band nach Heart of Gold Band in den 1980ern. Die Band hielt bis 2000 und war vor allem eine Tourneeband mit diversen Gastmusikern.
Als Band spielte die Band 1998 ein Album namens „Donna Jean“ beim Muscle Shoals Sound Studio ein. Dies war Donna Godchaux’ erstes Album als Bandleaderin.
Die Single „Mercy“ von diesem Album wurde 1999 ebenfalls für das Kompilationsalbum „Third Annual Gathering on the Mountain“ beim dritten jährlichen Festival bei der „Big Boulder Ski Area and Jack Frost Mountain“ in den Pocono Mountains eingespielt.
Sowohl Godchaux’ Kinder aus erster Ehe als auch MacKays Sohn spielten teilweise bei Auftritten in der Band, wirkten aber nicht an dem Album mit. Bei der Wiederbelebung von „Heart of Gold Band“ 2004 gehörten die Söhne bereits zur Stammbesetzung.

## Diskografie
- „Donna Jean“, 1998
- Beitrag zu „Third Annual Gathering on the Mountain“, 1999